# 兩西西里的帕斯夸萊
兩西西里的帕斯夸萊（義大利語：Pasquale di Borbone-Due Sicilie，1852年9月15日—1904年12月21日），巴里伯爵，兩西西里國王費迪南多二世的第八子（第三和第六子夭折，形同第六子）。

## 婚姻
1878年，帕斯夸萊與布蘭奇·馬爾科內（Blanche Marconnay）結婚，兩人沒有子女。